# Hatfield Peverel
Hatfield Peverel is een civil parish in het bestuurlijke gebied Braintree, in het Engelse graafschap Essex. De plaats telt 4376 inwoners.

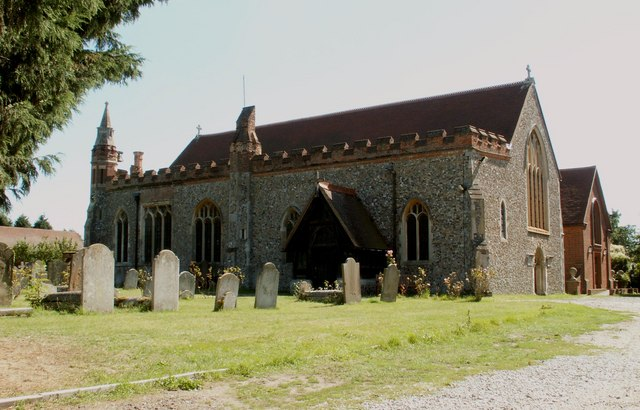
Kerk van St Andrew